# Aminata Diallo (football)
Pour les articles homonymes, voir Aminata Diallo et Diallo.
Aminata Diallo est une footballeuse internationale française, née le 3 avril 1995 à Grenoble en Isère. Elle évolue au poste de milieu de terrain à Al-Nassr.
En 2021, son nom est cité dans l'affaire Kheira Hamraoui.

## Biographie

### Carrière en club
Aminata Diallo est née le 3 avril 1995 à Grenoble, de parents sénégalais.
Elle termine sa formation au Grenoble Métropole Claix Foot puis évolue pendant deux saisons en D2 avec son club formateur, avant de rejoindre Arras, qui évolue en D1, à l'inter saison 2012. En 2014, elle signe à Guingamp, où elle passe deux saisons. Elle dispute 47 matchs avec l'En Avant.
Aminata Diallo signe au Paris-Saint-Germain à l'été 2016. Elle remporte la Coupe de France en 2018.
En mars 2020, elle est prêtée aux Royals de l'Utah, à Salt Lake City.
En janvier 2021, elle est prêtée à l'Atlético de Madrid. Elle remporte la Supercoupe d'Espagne.
Elle revient au PSG à l'été 2021, prolonge son contrat jusqu'en 2022 et reste sans club pendant la première partie de saison 2022-2023. Elle fait son retour en Espagne en signant en janvier 2023 avec Levante UD, avant de partir jouer en Arabie Saoudite à Al-Nassr.

### Carrière internationale>
Aminata Diallo a remporté le championnat d'Europe U19 avec l'équipe de France. Elle a disputé 20 matchs avec les U19, 7 matchs avec les U20 et 18 matchs avec les Espoirs.
Elle compte sept sélections avec l'équipe de France A, pour un but.

## Affaire judiciaire
Le texte peut changer fréquemment, n’est peut-être pas à jour et peut manquer de recul. 
Le titre et la description de l'acte concerné reposent sur la qualification juridique retenue lors de la rédaction de l'article et peuvent évoluer en même temps que celle-ci.
Aminata Diallo fait partie des suspects dans l'enquête judiciaire de l'affaire Hamraoui. À la suite de l'agression le 4 novembre 2021 par des hommes masqués contre la joueuse du PSG, Kheira Hamraoui, Aminata Diallo est placée en garde à vue le 10 novembre 2021 et laissée libre sans qu'aucune charge soit retenue contre elle,. Néanmoins l'enquête se dirige vers une rivalité entre les deux joueuses et débouche le 16 septembre 2022 sur l'interpellation de Diallo et son placement à nouveau en garde à vue avec quatre autres suspects. Le jour même, elle est mise en examen et placée en détention provisoire à la maison d'arrêt de Versailles, accusée d'avoir commandité l'agression de sa coéquipière pour lui permettre de prendre sa place dans l'équipe, lors des compétitions à venir,. Elle aurait effectué des recherches sur internet sur les moyens de casser une rotule avant l'agression de sa coéquipière. Son agent officieux, compagnon de l'internationale française Kadidiatou Diani, est également mis en cause par la presse. Le 21 septembre 2022, Aminata Diallo est remise en liberté sous contrôle judiciaire.
L'affaire prend une autre tournure avec les révélations du journal Le Parisien qui a eu accès au dossier. On apprend que les faits dépassent largement le cadre de l'agression de Kheira Hamraoui. Ainsi, l’agent de Marie-Antoinette Katoto et compagnon de Kadidiatou Diani, un certain César Mavacala aurait conditionné la signature de sa protégée, à une autre joueuse dont il s’occupe. Il s'agissait d'Aminata Diallo. De plus, l'agent aurait aussi selon Le Parisien conditionné la venue de Katoto au départ de Hamraoui. Par ailleurs, ce même César M. aurait tenté de faire chanter Ulrich Ramé (directeur sportif du PSG de l’époque) afin d’obtenir la prolongation de contrat de Diallo, en le menaçant de dévoiler un scandale sexuel dont Didier Ollé-Nicolle, (ancien coach) aurait été le principal acteur. De même, Le Parisien révèle des menaces très ciblées envers Corinne Diacre, sélectionneuse de l'équipe de France féminine par le duo César/Diallo,,,. En mars 2023, César Mavacala est mis en examen pour « extorsion en bande organisée ». Il est accusé d'avoir utilisé la contrainte et des menaces, pour obtenir la fin de contrat de l’entraîneur Didier Ollé-Nicolle et un nouveau contrat de trois ans pour Marie-Antoinette Katoto.
Le 12 juin 2025, Daniel Riolo est reconnu coupable de diffamation envers Aminata Diallo suite à des propos tenus à l'antenne de RMC le 23 mars 2023. Il est condamné à 500 euros d’amende avec sursis ainsi qu’à verser 4000 euros de dommages et intérêts et frais d’avocats à Aminata Diallo.

## Statistiques et palmarès

### Statistiques
Le tableau suivant présente, pour chaque saison, le nombre de matchs joués et de buts marqués dans le championnat national, en Coupe de France (Challenge de France) et éventuellement en compétitions internationales. Le cas échéant, les sélections nationales sont indiquées dans la dernière colonne.
| Saison                | Club                           | Championnat           | Championnat | Championnat | Coupe(s) nationale(s) | Coupe(s) nationale(s) | Supercoupe | Supercoupe | Compétition(s) continentale(s) | Compétition(s) continentale(s) | Compétition(s) continentale(s) | Total | Total |
| Saison                | Club                           | Division              | M.          | B.          | M.                    | B.                    | M.         | B.         | Comp.                          | M.                             | B.                             | M.    | B.    |
| 2011-2012             | Claix Football                 | Division 2            | 22          | 7           | 1                     | 0                     | -          | -          | -                              | -                              | -                              | 23    | 7     |
| 2012-2013             | Claix Football                 | Division 2            | 20          | 5           | 5                     | 0                     | -          | -          | -                              | -                              | -                              | 25    | 5     |
| Sous-total            | Sous-total                     | Sous-total            | 42          | 12          | 6                     | 0                     | -          | -          | -                              | -                              | -                              | 48    | 12    |
| 2013-2014             | Arras FCF                      | Division 1            | 19          | 1           | 4                     | 0                     | -          | -          | -                              | -                              | -                              | 23    | 1     |
| 2014-2015             | EA Guingamp                    | Division 1            | 21          | 0           | 4                     | 2                     | -          | -          | -                              | -                              | -                              | 25    | 2     |
| 2015-2016             | EA Guingamp                    | Division 1            | 18          | 0           | 4                     | 0                     | -          | -          | -                              | -                              | -                              | 22    | 0     |
| Sous-total            | Sous-total                     | Sous-total            | 39          | 0           | 8                     | 2                     | -          | -          | -                              | -                              | -                              | 47    | 2     |
| 2016-2017             | Paris Saint-Germain            | Division 1            | 16          | 0           | 6                     | 1                     | -          | -          | C1                             | 9                              | 0                              | 31    | 1     |
| 2017-2018             | Paris Saint-Germain            | Division 1            | 17          | 0           | 5                     | 0                     | -          | -          | -                              | -                              | -                              | 22    | 0     |
| 2018-2019             | Paris Saint-Germain            | Division 1            | 18          | 1           | 3                     | 0                     | -          | -          | C1                             | 3                              | 0                              | 24    | 1     |
| 2019-2020             | Paris Saint-Germain            | Division 1            | 8           | 0           | 0                     | 0                     | -          | -          | C1                             | 3                              | 0                              | 11    | 0     |
| 2021-2022             | Paris Saint-Germain            | Division 1            | 13          | 2           | 0                     | 0                     | -          | -          | C1                             | 4                              | 0                              | 17    | 2     |
| Sous-total            | Sous-total                     | Sous-total            | 62          | 3           | 14                    | 1                     | -          | -          | -                              | 19                             | 0                              | 95    | 4     |
| 2020                  | Royals de l'Utah (prêt)        | NWSL                  | 7           | 1           | -                     | -                     | -          | -          | -                              | -                              | -                              | 7     | 1     |
| 2021                  | Club Atlético de Madrid (prêt) | Liga                  | -           | -           | -                     | -                     | 2          | 0          | -                              | -                              | -                              | 2     | 0     |
| 2023                  | Levante UD                     | Liga                  | -           | -           | -                     | -                     | -          | -          | -                              | -                              | -                              | 0     | 0     |
| Total sur la carrière | Total sur la carrière          | Total sur la carrière | 155         | 15          | 32                    | 3                     | 2          | 0          | -                              | 19                             | 0                              | 208   | 18    |

### Palmarès

#### En sélection
- France U20
  - Troisième de la Coupe du monde des moins de 20 ans : 2014 au Canada
- France U19
  - Championne d'Europe des moins de 19 ans :  2013 au Pays de Galles

En club
- Paris-Saint-Germain
  - Vainqueur de la Coupe de France 2018.
- Atletico de Madrid
  - Vainqueur de la Supercoupe d'Espagne 2021.